# サント・ステーファノ・ベルボ
サント・ステーファノ・ベルボ（伊: Santo Stefano Belbo）は、イタリア共和国ピエモンテ州クーネオ県にある、人口約4,000人の基礎自治体（コムーネ）。
2019年1月1日に、隣接していたコムーネ・カーモを編入した。

## 地理

### 位置・広がり
| 隣接するコムーネは以下の通り。括弧内のATはアスティ県所属を示す。 - カロッソ (AT) - カネッリ (AT) - カスティリオーネ・ティネッラ - コアッツォーロ (AT) - コッサーノ・ベルボ - ロアッツォーロ (AT) - マンゴ |

#### 地震分類
イタリアの地震リスク階級 (it) では、4 に分類される
。

## 行政

### 分離集落
サント・ステーファノ・ベルボには、以下の分離集落（フラツィオーネ）がある。
- Bauda, Camo, Dornere, Moncucco, Robini, San Grato, Santa Libera, Valdivilla, Vogliere, Valle Tinella, San Maurizio, Piacentini

## 人物

### 著名な出身者
- チェーザレ・パヴェーゼ - 20世紀の作家。当地生まれ、トリノ育ち。